# Протопопово (Кемеровская область)
Протопо́пово — деревня в Промышленновском районе Кемеровской области. Входит в состав Тарабаринского сельского поселения.

## География
Центральная часть населённого пункта расположена на высоте 187 м над уровнем моря.

## Население
| 2010 |
| ---- |
| 494  |

### Половой состав
По данным Всероссийской переписи населения 2010 года, в деревне Протопопово проживало 494 человека (232 мужчины, 262 женщины).